# 糸魚川市役所
糸魚川市役所（いといがわしやくしょ）は、日本の地方公共団体である糸魚川市の組織が入り執行機関としての事務を行う施設（役所）。
本庁舎の周辺には、糸魚川市民会館（1974年10月10日竣工、固定席1,000席）、糸魚川市民図書館、糸魚川歴史民俗資料館、糸魚川市亀ヶ丘体育館が所在する。また、青海事務所（旧青海町役場）、能生事務所（旧能生町役場）が設置されている。

## 沿革
1954年に糸魚川市が新設された際は、城之川右岸にあった旧糸魚川町役場を市役所に充てていて、本庁と分室（糸魚川市立糸魚川小学校内）に分散している状態であった。その後1958年5月26日に糸魚川警察署が移転したことに伴い、その跡地に市役所を1957年7月3日より建設し、1958年5月20日に竣工した。新庁舎は地下1階、地上3階建てて、屋上には市内を一望出来る望楼を備えていた。同年5月26日より落成式、翌5月27日から5月28日まで一般公開が行われ、同年5月31日より業務を開始した。
1982年3月に策定された新総合計画に基づき、現在地（糸魚川城址）での現庁舎の建設準備が始まり、1991年4月1日に市庁舎建設準備室が設置され、同年6月17日に糸魚川市議会内に新市庁舎建設特別委員会が設置され、1993年1月に着工し、同年3月2日に安全祈願祭が実施された。1994年9月20日（一部資料では9月19日）に地上7階建ての現在の市役所庁舎が竣工、同年9月23日から9月28日の一般公開を経て、同年10月17日に現庁舎での業務が開始された。同年11月10日には、市制施行40周年記念式典と並行して、現市役所の竣工式が、隣接する市民会館で開催された。

## 交通アクセス
- 糸魚川駅アルプス口より南へ約500 m（徒歩約7分）
- 糸魚川バス「糸魚川市役所」バス停より徒歩すぐ
- 同「糸魚川市役所入口」バス停（県道222号沿い）より徒歩約2分